# CL Большой Медведицы
CL Большой Медведицы (лат. CL Ursae Majoris) — одиночная переменная звезда в созвездии Большой Медведицы на расстоянии (вычисленном из значения параллакса) приблизительно 34046 световых лет (около 10438 парсеков) от Солнца. Видимая звёздная величина звезды — от +16,3m до +15,4m.

## Характеристики
CL Большой Медведицы — пульсирующая переменная звезда типа RR Лиры (RRAB).